# دونالد يانج
دونالد يانج (بالإنجليزية: Donald Young)‏ هو لاعب كرة مضرب أمريكي.

## روابط إضافية
- Young's ATP Profile
- Young's Juniors Profile/Results
- Young's Juniortennis.com Profile
- New York Times Donald Young Article

## روابط خارجية
- دونالد يانج على موقع رابطة محترفي التنس (الإنجليزية)
- دونالد يانج على موقع الاتحاد الدولي لكرة المضرب (الإنجليزية)
- دونالد يانج على موقع كأس ديفيز (الإنجليزية)
- دونالد يانج على موقع خلاصة التنس.كوم (الإنجليزية)
- دونالد يانج على موقع إي إس بي إن.كوم (الإنجليزية)
- دونالد يانج على موقع اللجنة الأولمبية الدولية (الإنجليزية)
- دونالد يانج على موقع أوليمبيديا (الإنجليزية)
- دونالد يانج على موقع اللجنة الأولمبية والبارالمبية الأمريكية (الإنجليزية)